# Гартманн Лаутербахер
Гартманн Лаутербахер (нім. Hartmann Lauterbacher, 24 травня 1909, Ройтте — 12 квітня 1988, Зеебрюк) - партійний, політичний і державний діяч Третього рейху, заступник рейхсюгендфюрера, начальник штабу Гітлер'югенду ( 22 травня 1934 року - 8 серпня 1940 року), гауляйтер Південного Ганновера-Брауншвейга (2 грудня 1940 року — 8 травня 1945), обергруппенфюрер СС (30 січня 1944 ), обергруппенфюрер СА (20 квітня 1940), обергебітсфюрер Гітлер'югенду (5 липня 1933).

## Біографія
На початку 1920-х років приєднався до нацистського руху. У 1922 році заснував в Куфштейне (Австрія) «Дойчеюгенд» — організацію, подібну німецькому Гітлер'югенду. 19 квітня 1925 року в Розенгаймі познайомився з Адольфом Гітлером. У 1927 році вступив у Гітлер'югенду (квиток № 4709). З 13 вересня 1927 року — член НСДАП (партквиток № 86 837). З 13 листопада 1929 року — орстгруппенляйтер Гітлер'югенду в Брауншвейгу. У лютому-березні 1930 року — керівник Брауншвейзького району Гітлер'югенду. З 31 березня 1930 року — гауфюрер Гітлер'югенду «Південний Ганновер-Брауншвейг». З 10 квітня 1932 року — гебітсфюрер Гітлер'югенду «Вестфалія-Нижній Рейн». З 26 травня 1933 року — обергебітсфюрер Гітлер'югенду «Захід». З 22 травня 1934 року — заступник рейхсюгендфюрера Бальдура фон Шираха, начальник штабу Гитлерюгенда. З 1936 року — депутат Рейхстагу. З 8 серпня 1940 року — заступник гауляйтера, а з 2 грудня 1940 року по 8 травня 1945 року — гауляйтер Південного Ганновера-Брауншвейга.
9 листопада 1940 року вступив у СС (квиток № 382 406). З січня 1941 року — прусський державний радник, з 1 квітня 1941 року — обер-президент Ганновера. З 16 листопада 1942 року — імперський комісар оборони Ганновера. З листопада 1943 року — імперський інспектор всіх протиповітряних заходів, активно брав участь в заходах тотальної війни.
На посту гауляйтера Лаутербахер проводив жорстку антиєврейську політику, за його наказом у вересні 1941 року єврейське населення Ганновера було зігнане в гетто, що стало прологом розпочатої в грудні 1941 року висилки ганноверських євреїв до таборів смерті.
Під час війни Лаутербахер відрізнявся як фанатичний націонал-соціаліст. Ще 4 квітня 1945 року, за кілька днів до вступу військ союзників у Ганновер, він закликав населення стояти на смерть, сам же 8 квітня 1945 року, навантаживши машину сигаретами, під виглядом торгового представника втік в Гарц, а звідти до Австрії. 12 червня 1945 був заарештований англійськими військами в Каринтії.
Після війни юстиція почала ряд процесів проти Лаутербахера, в тому числі за злочини проти людяності. На початку липня 1946 року Верховний британський армійський суд виправдав його в Ганновері у справі про вбивство союзників у в'язниці Гаммельна на початку квітня 1945 року. У серпні 1947 року на процесі в таборі для інтернованих в Дахау його звинувачували в наказі у вересні 1944 року розстріляти 12 американських льотчиків, збитих в Госларі, але в жовтні 1947 року він також був виправданий. У тому ж 1947 році на нього завела справу прокуратура Ганновера. Лаутербахер, який був інтернований з кінця війни в таборі Зандбостель у Бремерферді в Нижній Саксонії, зміг втекти 25 лютого 1948 року за нез'ясованих обставин і з'явився потім в Італії. 27 квітня 1950 року він був заарештований італійцями і поміщений в табір під Римом, звідки втік у грудні 1950 року в Аргентину. Згодом Лаутербахер повернувся в ФРН і працював в Мюнхені в фірмі свого брата зі збуту промислових виробів за кордон «Лабора». Після того, як німецька юстиція знову зайнялася ним, Лаутербахер знову втік за кордон. У 1950/60 роках працював на Близькому Сході і в Африці радником і консультантом різних арабських і африканських держав. До середини 1970-х років працював в рекламному агентстві в Дортмунді. Між 1977 і 1979 роками був радником з молодіжним питань султана Омана. Потім жив у Марокко, в 1980 році повернувся до Німеччини, а в 1981 році оселився на постійне місце проживання в Австрії. У 1984 році опублікував автобіографію.

## Звання
- Бригадефюрер СА (9 листопада 1937)
- Группенфюрер СА (20 квітня 1940)
- Бригадефюрер СС (9 листопада 1940)
- Группенфюрер СС (20 квітня 1941)
- Обергруппенфюрер СС (30 січня 1944)
- Обергруппенфюрер СА (20 квітня 1944)

## Нагороди
- Золотий партійний знак НСДАП
- Золотий почесний знак Гітлер'югенду (№1)
- Посвідчення керівника Гітлер'югенду (№1)
- Німецький Олімпійський знак 1-го класу
- Медаль «У пам'ять 13 березня 1938 року»
- Медаль «За вислугу років у НСДАП» в бронзі та сріблі (15 років)
- Почесний кинджал СС
- Почесна шпага рейхсфюрера СС
- Кільце «Мертва голова»
- Хрест Воєнних заслуг 2-го і 1-го (1943) класу
- Орден Корони Італії, великий хрест
- Орден Заслуг (Угорщина)
- Імперський орден Ярма та Стріл, великий хрест (Іспанія)